# Числа Серпинского
В теории чисел нечётное натуральное число k является числом Серпинского, если для любого натурального числа n число {\displaystyle k\cdot 2^{n}+1} является составным. Числа Серпинского названы так в честь открывшего их существование польского математика Вацлава Серпинского.
Существование чисел Серпинского довольно неочевидно. Например, если рассмотреть последовательность {\displaystyle 3\cdot 2^{n}+1}, то в ней регулярно будут встречаться простые числа, и неожиданным является тот факт, что для некоторых k в последовательности {\displaystyle k\cdot 2^{n}+1} никогда не встретится простое число.
Чтобы доказать, что число k не является числом Серпинского, нужно найти такое n, что число {\displaystyle k\cdot 2^{n}+1} является простым.

## Известные числа Серпинского
Последовательность известных на данный момент чисел Серпинского начинается так:
78 557, 271 129, 271 577, 322 523, 327 739, 482 719, 575 041, 603 713, 903 983, 934 909, 965 431, 1 259 779, 1 290 677, 1 518 781, 1 624 097, 1 639 459, 1 777 613, 2 131 043, 2 131 099, 2 191 531, 2 510 177, 2 541 601, 2 576 089, 2 931 767, 2 931 991, 3 083 723, 3 098 059, 3 555 593, 3 608 251, …
То, что число 78 557 является числом Серпинского, было доказано в 1962 году Джоном Селфриджом, который показал, что каждое число вида {\displaystyle 78557\cdot 2^{n}+1} делится по крайней мере на одно число из покрывающего множества {3, 5, 7, 13, 19, 37, 73}. Аналогично доказывается, что 271 129 также является числом Серпинского: каждое число вида {\displaystyle 271129\cdot 2^{n}+1} делится по крайней мере на одно число из множества {3, 5, 7, 13, 17, 241}. Большинство известных на данный момент чисел Серпинского обладают подобными покрывающими множествами.

## Проблема Серпинского
Задача отыскания минимального числа Серпинского известна как проблема Серпинского.
В 1967 году Селфридж и Серпинский предположили, что 78 557 является наименьшим числом Серпинского. Доказательством этой гипотезы занимаются проекты распределённых вычислений Seventeen or Bust и PrimeGrid.
К 2025 году из шести чисел-кандидатов, которые могли бы опровергнуть эту гипотезу, осталось пять: 21 181, 22 699, 24 737, 55 459 и 67 607 (число 10223 было отвергнуто в ноябре 2016 года).